# Akira Yoshino
Akira Yoshino (吉野 彰 Yoshino Akira?) (Suita, Japón, 30 de enero de 1948) es un químico japonés, profesor de la Universidad de Meijo. Es el inventor de la primera batería de iones de litio segura y viable. En 2019 fue galardonado, junto con John B. Goodenough y Stanley Whittingham, con el Premio Nobel de Química.

## Educación
Estudió en el Colegio Kitano, en Osaka. Se graduó como bachiller universitario en ciencias en 1970, terminó su maestría en ingeniería en 1972, en la Universidad de Kioto, y obtuvo un doctorado en ingeniería en la Universidad de Osaka, en 2005.